# Własność podzielona
Własność podzielona – forma własności, w której uprawnienia właścicielskie są podzielone między podmioty. Była charakterystyczna dla feudalnej własności ziemi.

## Historia
Koncepcja własności podzielonej została wypracowana przez szkołę glosatorów. Jej twórcą był najprawdopodobniej Johannes Bassianus, działający w drugiej połowie XII w. Glosatorzy wyprowadzili własność podzieloną z rzymskich przepisów dotyczących skargi windykacyjnej, która – choć oryginalnie była elementem ochrony petytoryjnej – przysługiwała również przez analogię (łac. utiliter) emfiteucie i superficjariuszowi. Prawnicy bolońscy błędnie przełożyli słowo utilis jako użytkowy i określili formę własności wasala jako własność użytkową (łac. dominium utile). Własność seniora określili jako zwierzchnią (łac. dominium directum), przez analogię do podmiotów, którym w prawie rzymskim przysługiwała skarga windykacyjna wprost.
Własność podzielona była często spotykana w Europie aż do połowy XIX w. Pierwszym kodeksem cywilnym, który zrezygnował z tej formy własności był francuski Code civil z 1804. Była za to obecna w austriackim kodeksie ABGB z 1811 i Landrechcie pruskim z 1794, lecz utraciła swe   praktyczne znaczenie po uwłaszczeniu chłopów, co w Austrii miało miejsce w 1848, a w Prusach rozpoczęto w 1807. 

## Charakterystyka
W zależności od części Europy, własność podzielona wykazywała pewne odrębności. Do podziału własności dochodziło najczęściej między seniorem a wasalem, ale w niektórych krajach był rozdział między właściciela (szlachcica), a nieszlacheckich, bezpośrednich użytkowników ziemi. Właściciel użytkowy miał prawo do korzystania z nieruchomości, zaś właściciel zwierzchni do pobierania części pożytków (w praktyce oznaczało to pobieranie od właściciela użytkowego określonych świadczeń quasi-czynszowych). Właściciel zwierzchni posiadał często uprawnienia publicznoprawne (np.: sądownicze) względem ludności osiadłej. Prawo rozporządzania własnością posiadał zazwyczaj właściciel zwierzchni, lecz niekiedy właścicielowi użytkowemu przysługiwało prawo do alienacji dóbr. Senior posiadał wtedy prawo retraktu (wykupu).